# Sesamia royi
Sesamia royi är en fjärilsart som beskrevs av François Louis Nompar de Caumont de Laporte 1973. Sesamia royi ingår i släktet Sesamia och familjen nattflyn. Inga underarter finns listade i Catalogue of Life.